# DB 6383
DB 6383 is een spoorlijn van DB Netze tussen Leipzig en Hochstadt-Marktzeuln. Voor meer informatie zie de artikelen over de deeltrajecten:
- Leipzig - Saalfeld
- Saalfeld - Hochstadt-Marktzeuln